# Pussy Riot
Pussy Riot é um grupo musical de punk rock feminista russo, que se tornou conhecido por realizar shows e eventos de manifestação política, em prol dos direitos das mulheres e contra políticas governamentais discriminatórias na Rússia. O grupo também ficou famoso pela oposição ao presidente russo Vladimir Putin, considerado um ditador por elas.
O grupo ganhou notoriedade global após um concerto, no dia 21 de fevereiro de 2012, na Catedral de Cristo Salvador de Moscovo, no qual protestavam contra o apoio do líder da Igreja Ortodoxa Russa, o Patriarca Kirill I, ao então candidato Putin, que viria no mês seguinte a sancionar uma lei discriminatória contra a "propaganda gay". Devido ao concerto na Catedral, as ações do grupo foram condenadas como sacrílegas pelo clero ortodoxo e interrompidas pelos oficiais de segurança da igreja. Três integrantes foram detidas sem direito a fiança, após o julgamento foram transferidas para prisões de massa da antiga URSS, submetidas a condições precárias, sem comunicação com os filhos e trabalho forçado.
A prisão causou uma comoção internacional, incluindo organizações como a Anistia Internacional e artistas como Madonna, Paul McCartney, U2, Adele e Yoko Ono. Inclusive o então primeiro-ministro na época Dimitri Medvedev, afirmou que considerava que elas não deveriam ter sido presas.
Após cumprir 21 dos 24 meses da pena, as integrantes da banda foram libertadas, em 23 de dezembro de 2013, depois que o Congresso Russo, a Duma, aprovou uma anistia. Ao sair da prisão, umas das integrantes Maria Alyokhina disse que isso se tratava de uma jogada de marketing do Governo e que elas continuariam lutando pela causa feminista e LGBT.

## Origem
O Pussy Riot foi formado em agosto de 2011, escrito em alfabeto latino e não cirílico, com palavras em inglês. O grupo é composto de aproximadamente 10 artistas, além de 15 assistentes técnicos encarregados de filmar e editar seus vídeos, os quais são difundidos via Internet. Tolokonnikova, seu marido, Pyotr Verzilov, e Samutsevich foram membros do coletivo de arte anarquista "Voina" desde os primeiros dias do grupo em 2007, até uma divisão em 2009. Após a divisão, eles formaram um grupo separado baseado em Moscou, também chamado "Voina", dizendo que eles tinham tanto direito de usar esse nome quanto o fundador da Voina, Oleg Vorotnikov.

## Influências
Suas roupas usuais são vestidos de verão em cores vivas, com seus rostos sempre cobertos por balaclavas. O grupo exibe esse visual em shows e ao ser entrevistado. As artistas usam pseudônimos ao se identificarem em entrevistas, como "Balaclava", "Cat", "Seraph", "Terminator" e "Blondie".  O grupo diz inspirar-se em bandas de punk rock e de Oi! como Angelic Upstarts, Cockney Rejects, Sham 69, Era e The 4-Skins. Também é citada a banda americana de punk rock Bikini Kill e o movimento Riot grrrl dos anos 1990 como inspirações. Elas declararam que: "O que temos em comum é a imprudência, letras politicamente carregadas, a importância do discurso feminista e uma imagem feminina fora do padrão".

## Ideologia

### Sociedade Civil
O grupo identifica suas posições políticas de acordo com as perspectivas dos membros que variam da esquerda anarquista à liberal, considerando que todas estão unidas pelo feminismo, anti-autoritarismo e oposição a Vladimir Putin, a quem os membros consideram estar continuando a "política imperial agressiva" da União Soviética. Os questionamentos do grupo estão focados em setores como educação, saúde e centralização do poder político, apoiando a autonomia regional e a organização de base para Rússia. Elas consideram as intervenções não autorizadas como um princípio central, dizendo que as autoridades não veem manifestações autorizadas como uma ameaça e simplesmente ignoram-nas. Por esse motivo, todas as performances de Pussy Riot eram ilegais e usavam espaços públicos.
Os membros da banda argumentam que apenas ações vívidas e ilegais chamam a atenção da mídia. Afirmam que a desigualdade econômica é um grande problema para o Pussy Riot, destacando que esse problema era uma característica notável da sociedade russa e americana. Declaram também que a discussão sobre desigualdade estava ausente no discurso político convencional nos EUA e na Europa.

### Feminismo
O grupo foi organizado em parte devido à raiva que os membros tinham das políticas governamentais que discriminavam as mulheres, entre elas as restrições ao aborto. Pussy Riot fazia "parte do movimento anticapitalista global, que consiste em anarquistas, trotskistas, feministas e autonomistas". O grupo tem como principais influências feministas Simone de Beauvoir, Andrea Dworkin, Emmeline Pankhurst, Shulamith Firestone, Kate Millett, Rosi Braidotti e Judith Butler. 

### Direitos dos LGBT
Os membros da Pussy Riot expressam apoio aos direitos LGBT e incluem pelo menos um membro de uma minoria sexual ao grupo. Tolokonnikova e Samutsevich participaram da Gay Pride de 2011 em Moscou, banida pelo governo russo, e foram detidas brevemente depois da dispersão forçada pela polícia. O grupo dá importância aos direitos dos transgêneros, rejeitando o essencialismo de gênero e afirmando que acreditam que a pessoa não precisa ter uma vagina ou clitóris para ser mulher, e nem o contrário: ter clitóris não faz necessariamente de você uma mulher. Segundo uma de suas membros, elas acreditam que qualquer pessoa pode estar no Pussy Riot.

## Protestos famosos

### Fevereiro de 2012
Em 21 de fevereiro de 2012, como parte de um protesto contra as eleições presidenciais russas de 2012, que culminaram com a reeleição de Vladimir Putin, três mulheres do grupo adentraram a Catedral de Cristo Salvador de Moscou, curvaram-se diante do altar e começaram a cantar. Menos de um minuto depois, elas foram conduzidas por guardas para fora da Catedral. A filmagem do protesto foi usada posteriormente para criar um videoclipe para a música. Na música cantada na Catedral, o grupo pede à Virgem Maria (em russo Богородица, no alfabeto cirílico ou Bogoroditsa, na versão latinizada) para retirar Putin do poder. A música também descreve o patriarca russo, Kirill I, como alguém que acredita em Putin em vez de acreditar em Deus. Essa referência à música remete ao fato de Cirilo I ter demonstrado abertamente apoio a Putin durante as eleições.

### Copa do Mundo 2018
No jogo entre França e Croácia da final da Copa do Mundo na Rússia em 2018, membros da banda invadiram o campo em protesto contra o presidente russo Vladimir Putin sendo imediatamente retirados do campo. Alguns membros vestidos como policiais, dois homens e duas mulheres, que fazem parte do coletivo entraram no meio do jogo da final aos 52 minutos, na tentativa de chamar a atenção do mundo para os problemas que o país enfrenta sob o governo de Putin. Devido aos disfarces, a princípio as pessoas não entenderam que era uma invasão, mas logo o grupo foi contido e retirado do estádio, assumindo posteriormente o protesto em suas redes sociais.

### BRICS 2019
No dia 13 de novembro de 2019, Nadya Riot protestou contra o presidente da Rússia, Vladimir Putin, durante o Festival Bravas Brasil - em defesa da vida das mulheres, em Brasília. Evento organizado por BRAVAS mulheres que unem forças, expertises e talentos, na captação de parcerias para a realização de ações que visam por meio da expressão artística, chamar a atenção da sociedade para os graves problemas: importunação sexual, violência online, estupro, feminicídio e violência doméstica. Na ocasião, a cidade recebia o encontro dos presidentes do BRICS – grupo formado por Brasil, Rússia, Índia, China e África do Sul. Bolsonaro também foi alvo de suas críticas.
“O BRICS não é nada além de um grupo de criminosos, que praticam o autoritarismo, violência baseada em gênero, racismo e neoliberalismo. Tudo o que a gente odeia. As mulheres precisam reagir!” disse, no começo da apresentação, a vocalista Nadya Tolokno. “Um grupo de criminosos que se juntaram em uma gangue para aprimorarem sua criminalidade. Nada bom virá deles. Mudança sempre terá de vir de você. Fora Bolsonaro! Fora Putin! Eles nunca!”, completou.

## Condenação
Cerca de 10 dias depois do concerto, em 3 de março de 2012, duas integrantes da banda, Nadezhda Tolokonnikova e Maria Alyokhina, foram presas e acusadas de vandalismo motivado por intolerância religiosa. A princípio, ambas negaram integrar o grupo, e iniciaram uma greve de fome por terem sido detidas e separadas de seus filhos até o início do julgamento, em abril.  Depois, uma terceira integrante do grupo, Yekaterina Samutsevich, foi presa no dia 16 de março. Elas ficaram detidas, sem direito a fiança, até o início do julgamento no final de julho do mesmo ano.
Em 4 de junho de 2012 foram apresentadas acusações formais contra o grupo que compunham um processo de 2.800 páginas. Em 4 de julho, as rés foram notificadas que teriam o prazo de até 9 de julho de 2012 para preparar suas defesas. Como resposta, as três reiniciaram a greve de fome, alegando que dois dias úteis era um prazo insuficiente para a elaboração de suas defesas. Em 21 de julho, o tribunal estendeu a prisão preventiva em mais seis meses.
Em 17 de agosto de 2012, essas três membros foram condenadas por "hooliganismo motivado pelo ódio religioso" e cada uma foi condenada a dois anos de prisão. O julgamento e a sentença atraíram muitas críticas, o grupo conseguiu uma onda de solidariedade do Ocidente. O caso foi acompanhado por grupos de direitos humanos, incluindo a Anistia Internacional, que considerou as jovens como prisioneiras de consciência. A Igreja Católica Ortodoxa Russa pediu às autoridades que demonstrassem misericórdia às condenadas; ao mesmo tempo, a Igreja declarou não questionar a legitimidade da decisão do tribunal.
Em 10 de outubro, após um apelo, Samutsevich foi libertada e sua pena comutada para liberdade condicional, entretanto as sentenças das outras duas mulheres foram confirmadas.  No fim de outubro de 2012, Alyokhina e Tolokonnikova foram mandadas para prisões diferentes. Duas outras integrantes do grupo, que escaparam à prisão depois do protesto de fevereiro, teriam deixado a Rússia, para não serem processadas.
As integrantes da banda ganharam simpatia, tanto dentro da Rússia, quanto internacionalmente. Esse apoio foi devido às acusações de tratamento cruel sob custódia do Estado russo, enviadas para campos de trabalho, que era utilizados na extinta União Soviética, sem direito à comunicação com a família. Advogados do grupo declararam que as circunstâncias do caso reavivaram a tradição da era soviética do julgamento farsa.

## Prisão
Iniciaram suas penas no centro penitenciário de Moscou, entretanto, a legislação russa não permite que detentos com sentença maior de seis meses possam cumprir penas nesse local. Por esse motivo, elas foram transferidas para detenções fora da capital russa. As primeiras informações sugeriam que as artistas cumpririam suas penas em uma de três províncias possíveis. A decisão por uma colônia correcional (o tipo mais comum de  prisão na Rússia) situada na República da Mordóvia, a aproximadamente 400 km de Moscou, foi depois confirmada pelo marido de Tolokonnikova. As condenadas apelaram  às autoridades para cumprir suas sentenças em Moscou, a fim de que ficassem perto de seus filhos, mas o pedido foi negado. Tolokonnikova e Alyokhina foram então mandadas para colônias penais na  Mordóvia e no Oblast de Perm, respectivamente.
As colônias penais de IK-2 e IK-14, em  Yavas, no raion de Zubovo-Polyansky, na Mordóvia, são as destinações mais comuns das prisioneiras condenadas em Moscou. Ficam no mesmo local do antigo campo de trabalho do complexo de Dubravlag do sistema Gulag. Tolokonnikova foi encarcerada no IK-14, enquanto Alyokhina foi mandada para o IK-32, em Perm, uma colônia para réus primários que abriga uma oficina de costura e mantém um programa vocacional experimental, em que as prisioneiras possam aprender animação digital. As condições no IK-32 são relativamente favoráveis, e não há registro de reclamações, nem da parte dos prisioneiros, nem da parte das organizações de direitos humanos. Mas a IK-14 tem uma péssima reputação.
Em novembro de 2012, Alyokhina pediu para ser colocada em confinamento solitário, alegando "relações tensas" com as outras prisioneiras. Em setembro de 2013, Tolokonnikova anunciou que estava em  greve de fome para protestar contra violações de direitos humanos na prisão. A tradução de uma carta sua, descrevendo as condições do cárcere, foi publicada pelo jornal britânico The Guardian. No dia 27 do mesmo mês, ela foi colocada na ala médica da prisão, depois de passar cinco dias sem comer. O objetivo de Nadezhda era chamar a atenção para as duras condições e longas horas de trabalho forçado na prisão onde estava anteriormente, também afirmou que iria lutar pelos direitos dos prisioneiros.

## Libertação
Embora Tolokonnikova e Alyokhina só devessem sair da prisão em março de 2014, no dia 19 de dezembro de 2013, o Presidente Vladimir Putin anunciou que elas seriam beneficiadas por uma anistia geral. Putin declarou que essa anistia não havia sido decidida para beneficiar o Pussy Riot, mas para marcar o 20º aniversário da Constituição da Rússia pós-soviética.  O anúncio foi feito durante uma entrevista coletiva de Putin, na qual ele revelou seus planos de libertar vários outros presos políticos notáveis, tais como Mikhail Khodorkovsky e membros do Greenpeace. Após cumprirem 21 meses de pena, Tolokonnikova e Alyokhina foram libertadas, em 23 de dezembro de 2013, depois que a  Duma aprovou uma anistia.
Nadezhda Tolokonnikova gritou "Rússia sem Putin", após sua libertação de uma prisão na Sibéria. Maria Alyokhina que foi solta da prisão na cidade de Nizhny Novgorod, à margem do rio Volga, concordou com os críticos que afirmaram que essa anistia que dada pelo governo Putin era muito limitada e não um ato de misericórdia como afirmado, configurando-se apenas como um gesto de propaganda política.